# Robert Shearman

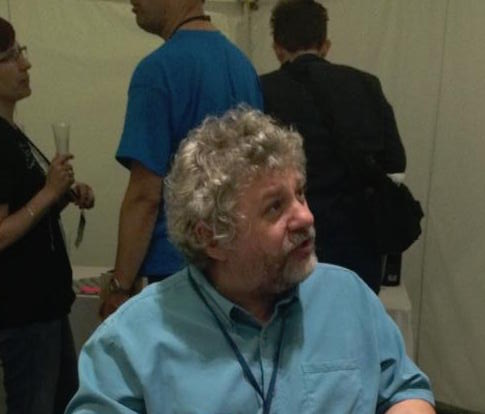
Robert Shearman

Robert Charles Shearman (* 10. Februar 1970 in Horsham, England) ist Autor zahlreicher Fantasygeschichten, Theaterstücke und Drehbücher. 2008 erhielt er den World Fantasy Award in der Kategorie Bester Kurzroman für Tiny Deaths. 2010 folgte der British Fantasy Award für Love Songs For The Shy And Cynical als beste Kollektion, die auch den Shirley Jackson Award in diesem Jahr erhielt. Dies wiederholte er 2012 mit Everyone’s Just So So Special und 2013 mit Remember Why You Fear Me und 2019 für Year's Best Weird Fiction, Vol. 5 alsw beste Anthologie.

## Werke
- Tiny Deaths (2007)
- Love Songs for the Shy and Cynical (2009)
- Everyone's Just So So Special (2011)
- Remember Why You Fear Me (2012)
- They Do the Same Things different There (2014)